# IC 4456
IC 4456 ist eine Spiralgalaxie vom Hubble-Typ S im Sternbild Bärenhüter am Nordsternhimmel. Sie ist rund 505 Millionen Lichtjahre von der Milchstraße entfernt.
Entdeckt wurde das Objekt am 10. Mai 1904 von Royal Harwood Frost.